# Limnephilus sublunatus
Limnephilus sublunatus là một loài Trichoptera trong họ Limnephilidae. Chúng phân bố ở miền Tân bắc.